# Nur białodzioby
Nur białodzioby (Gavia adamsii) – gatunek dużego ptaka wodnego z rodziny nurów (Gaviidae). Bliski zagrożenia wyginięciem.

## Systematyka
Gatunek ten opisał naukowo w 1859 roku George Robert Gray, nadając mu nazwę Colymbus adamsii. Jako miejsce typowe wskazał rosyjską Amerykę (tj. Alaskę). Obecnie gatunek umieszczany jest w rodzaju Gavia – jedynym w monotypowej rodzinie nurów.
Nur białodzioby jest blisko spokrewniony z nurem lodowcem (G. immer). Nie wyróżnia się podgatunków.

## Zasięg występowania
Zamieszkuje tundrę w arktycznych rejonach Rosji, Alaski i Kanady. Wędrowny, zimuje na wodach przybrzeżnych północno-zachodniego i północno-wschodniego Pacyfiku, a także u północno-zachodnich wybrzeży Norwegii. Do Polski i na polskie wody terytorialne zalatuje sporadycznie (do 2025 roku stwierdzono go 40 razy).

## Morfologia
Wygląd
Ubarwienie godowe: pstry, czarno-biały grzbiet. Głowa i górna część szyi czarne o zielonkawym połysku, poniżej czarna opaska i półopaska na tle podłużnego, biało-czarnego prążkowania. Ubarwienie spoczynkowe: wierzch szarobrunatny, spód biały. Bardzo podobny do nura lodowca, od którego różni go jasny, żółtobiaławy dziób.
Wymiary średnie

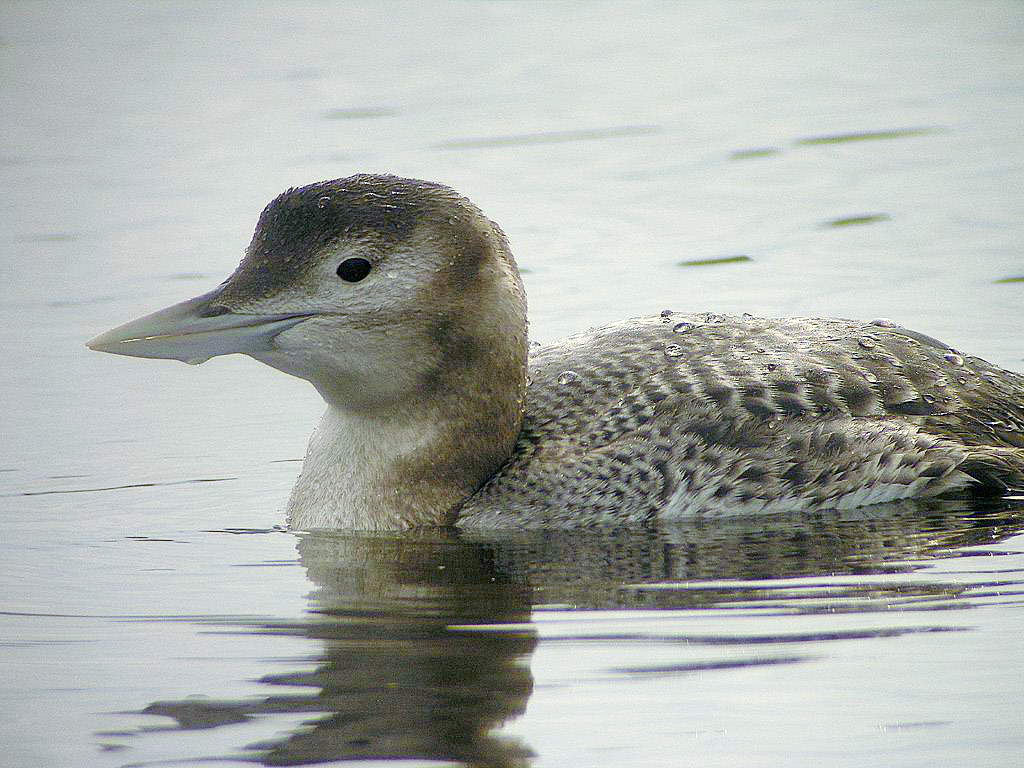
Osobnik młodociany

- długość ciała ok. 77–90 cm[9]
- rozpiętość skrzydeł 135–150 cm[9]
- masa ciała ok. 4,05–6,4 kg[2]

## Ekologia
Środowisko
W sezonie lęgowym porośnięte tundrą brzegi jezior i stawów, rzadziej nisko położone arktyczne wybrzeża. Zimuje na otwartych morzach wzdłuż wybrzeży.
Gniazdo
Niewielkie zagłębienie w stercie roślin, około 1 m od brzegu.
Pożywienie
Głównie ryby, mięczaki, skorupiaki i morskie pierścienice.

## Status i ochrona
IUCN uznaje nura białodziobego za gatunek bliski zagrożenia (NT, Near Threatened) od 2010 roku (stan w 2021); wcześniej, od 1988 roku był on klasyfikowany jako gatunek najmniejszej troski (LC, Least Concern). Liczebność światowej populacji szacuje się na 16–32 tysięcy osobników. Globalny trend liczebności populacji uznawany jest za spadkowy.
W Polsce jest objęty ścisłą ochroną gatunkową.